# Повестка дня на XXI век
Повестка дня на XXI век (англ. Agenda 21) — это программный план (программа) действий, принятый Организацией Объединённых Наций (ООН), с целью устойчивого развития в XXI веке. Данная программа была принята на основе согласия, достигнутого на конференции ООН Саммит Земли в Рио-де-Жанейро представителями 179 государств. Эта программа всемирного сотрудничества направлена на достижение двух целей — высокого качества окружающей среды и здоровой экономики для всех народов мира.

## История
«Повестка дня на XXI век» была принята на Конференции ООН по устойчивому развитию в Рио-де-Жанейро 3—14 июня 1992 года, которую иногда называют Саммит Земли.
Вместе с Повесткой была принята Декларация Рио-де-Жанейро по окружающей среде и развитию.

## Структура и содержание
«Повестка дня на XXI век» — это документ, содержащий: 300 страниц, 4 раздела из 40 глав, которые включают в себя подразделы:

### Раздел 1. Социальные и экономические аспекты
Этот раздел направлен на борьбу с бедностью, особенно в развивающихся странах, изменение структуры потребления, укрепления здоровья, достижения устойчивого населения и устойчивого урегулирования в принятии решений.

### Раздел 2. Сохранение и рациональное использование ресурсов в целях развития
Включает в себя план об охране атмосферы, о борьбе с вырубкой лесов, о защите окружающей среды, о сохранении биологического разнообразия на планете Земля, о контроле загрязнений в окружающей среде и использовании биотехнологий, и о контроле за радиоактивными отходами.

### Раздел 3. Укрепление роли основных групп населения
Включает информацию о роли населения в решении каких-либо проблем: детей и молодежи, женщин, местных органов власти, бизнеса и работников,коренных народов и местных общин и фермеров.

### Раздел 4. Средства осуществления
Данный раздел содержит информацию о развитии науки, передаче технологий, образовании, международных организациях и финансовых механизмах.

## Описание, основные идеи документа
В программе «Повестка дня на XXI век» поясняется, что основными силами для перемен в окружающей среде являются население, потребление ресурсов и использовании новых технологий.
В документе излагается план действия для сокращения неэффективного и расточительного потребления ресурсов в разных частях мира, при одновременном ускоренном и устойчивом развитии.
В «Повестке дня на XXI век» предлагаются меры и способы в области политики и программ для достижения устойчивого развития и равновесия между потреблением, населением и возможностью поддерживать жизнь на планете в целом, также описываются методы и технологии, необходимые для разработки плана по удовлетворению потребностей людей при рациональном использовании природных ресурсов.

## Эволюция и развитие «Повестки дня на XXI век»
Окончательный текст «Повестки дня на XXI век» явился результатом разработки и переговоров, начиная с 1989 года.

### Рио +5 (1997)
В 1997 году Генеральная Ассамблея ООН провела специальную сессию, чтобы оценить состояние «Повестки дня на XXI век» (Рио +5). Итогами конференции стали заключения о росте глобализации, расширения неравенства в доходах населения, и продолжающегося ухудшения состояния глобальной окружающей среды.

### Рио +10 (2002)
План дальнейших действий, согласованных на Всемирной встрече на высшем уровне по устойчивому развитию (Саммит Земли 2002) подтвердил приверженность ООН «полного осуществления» «Повестки дня на XXI век», наряду с достижением Целей развития тысячелетия и других международных соглашений. (Earth Summit 2002)

### Повестка дня 21 для культуры (2002)
В 2002 году, в рамках первого Всемирного форума культур, проходящего в Порту-Алегри возникла идея создания руководящих принципов для местной (локальной) культурной политики. Документа, сопоставимого с тем, чем стала Повестка дня на XXI век для окружающей среды. Это первый документ, адресованный мировому сообществу, в котором закладываются основы развития городов Захир и муниципальных образований через культуру.

### Рио +20 (2012)
В июне 2012 года, спустя 20 лет после конференции по окружающей среде и развитию в Рио-де-Жанейро, вновь прошла встреча стран на саммите «Рио+20», где обсудили возникшие проблемы «земной» экономики, устойчивого развития и искоренения бедности.
Члены из разных стран вновь подтвердили свою приверженность «Повестки дня на XXI век», но пересмотрели некоторые вопросы. В результате этой встречи был принят новый документ под названием «Будущее, которого мы хотим». (Конференция ООН по устойчивому развитию Рио+20)

### Встреча на высшем уровне по устойчивому развитию (2015)
Повестка дня на период до 2030 года, также известная как Цели в области устойчивого развития, представляет собой комплекс целей, определённых на Саммите ООН по устойчивому развитию в 2015 году. В неё используются все цели, поставленные в Повестке дня на XXI век, и вновь утверждается, что они являются основой для устойчивого развития, говоря: «Мы подтверждаем все принципы Рио-де-Жанейрской декларации по окружающей среде и развитию…». В дополнение к этим целям из первоначального документа Рио-де-Жанейро было согласовано в общей сложности 17 целей, вращающихся вокруг тех же концепций «Повестки дня на XXI век»: люди, планета, процветание, мир и партнёрство.

## Локальная повестка 21
«Локальная (местная) Повестка 21» — перспективный план развития того или иного населенного пункта или региона. Этот план устойчивого развития проектируют при помощи опросов общественности на основе национальной политики устойчивого развития, принятой в регионах, и не местных особенностей. Предполагается, что особенность разработки этих программ состоит в принятия решений не «сверху вниз», а «снизу вверх».
Локальная Повестка 21 включает следующие составляющие ключевые аспекты:
- Улучшение и поддержание благосостояния местных жителей и окружающей их среды.
- Интеграцию социальных, экономических и экологических целей
- Стратегию Локальной Повестки 21- это процесс планирования и действий
- Мониторинг и оценку прогресса — неотъемлемая часть Локальной Повестки 21
- Обеспечение прозрачности выполнение обязательств по Локальной Повестке 21
- Установление партнёрства между местными властями, предприятиями и сообществом в процессе реализации Локальной Повестки 21
- Осуществление обмена информацией, переговоры и взаимное обучение
- Локальная Повестка 21 должна быть интегрирована в процесс принятия решений на локальном уровне как часть повседневной работы в регионе
- Ориентацию на устойчивое развитие[12].